# Pabellón de Arteaga
Pabellón de Arteaga é um município do estado de Aguascalientes, no México.